# عمار سينغ تشامكيلا
عمار سينغ تشامكيلا (21 يوليو 1960 - 8 مارس 1988) كان مغني وموسيقي هندي للموسيقى البنجابية. لغة شامكيلا المفعمة بالحيوية وغناءه عالي النبرة ومؤلفاته الجديدة المصحوبة بموسيقى تومبي جعلته يتمتع بشعبية كبيرة. تأثرت موسيقاه بحياة القرية البنجابية التي نشأ فيها. في 8 مارس 1988 وفي ذروة شعبيته قُتل تشامكيلا وزوجته الثانية أمارغوت مع اثنين من أعضاء فرقتهم في عملية اغتيال لم تُحل بعد.
كان شامكيلا فنانا بنجابيا مؤثرا ومؤديا مسرحيا حيا ويُطلق عليه غالبا "إلفيس البنجاب". أول أغنية مسجلة له كانت "تاكو تي تاكوا" ومن بين أغانيه "بيه لالكاري نال" والأغاني التعبدية "بابا تيرا نانكانا" و"تار جاي رافيداس دي باتري" و"تالوار مين كالجيدهار دي". على الرغم من أنه لم يسجلها بنفسه أبدا إلا أنه كتب أغنية "جات دي دوشماني" التي قام بأدائها العديد من الفنانين البنجابيين الآخرين.

## النشأة
ولد عمار سينغ تشامكيلا باسم داني رام في 21 يوليو 1960 في عائلة داليت السيخ في قرية دوغري بالقرب من لوديانا في البنجاب في الهند. لم تتحقق طموحاته في أن يصبح كهربائيا ووجد في النهاية عملا في مصنع للقماش في لوديانا.

## المسيرة الموسيقية
بقدرته الطبيعية على الموسيقى تعلم شامكيلا العزف على الأرغن والدهولكي. في عام 1979 اقترب شامكيلا من سوريندر شيندا لأول مرة على دراجة هوائية مع صديقه المقرب كولديب باراس. عندما سمع شيندا غناء تشامكيلا البالغ من العمر 18 عاما وجد أخيرا التلميذ الذي كان يبحث عنه. سيستمر تشامكيلا في العزف جنبا إلى جنب مع الفنانين الشعبيين البنجابيين مثل ك. ديب ومحمد صادق وشيندا. كتب شامكيلا العديد من الأغاني لشيندا ورافقه كعضو في فرقته قبل أن يقرر ممارسة المهنة منفردا.
اعتماد اسم المسرح عمار سينغ شامكيلا - شامكيلا في البنجابية تعني "الشخص الذي يلمع" - دخل شامكيلا لأول مرة في شراكة مع المطربة سوريندر سونيا التي عملت سابقا مع سوريندر شيندا. شعرت سونيا بالتهميش بعد أن اصطحبت شيندا جولشان كومال في جولة في كندا وبعد ذلك لعبت دورا فعالا في دفع شامكيلا لتسجيل ألبومه الأول. سجل الثنائي ثمانية ثنائيات وأصدرا الألبوم تاكو تي تاكوا في عام 1980 مع موسيقى من إنتاج تشارانجيت أهوجا. حققت الكلمات المكتوبة بمهارة والتي كتبها بنفسه نجاحا كبيرا في جميع أنحاء البنجاب.
في عام 1980 شعر تشامكيلا بأنه يتقاضى أجرا أقل بكثير من مدير سوريندر سونيا (زوجها) وقرر تشكيل فرقته الخاصة. أنشأ شامكيلا شراكات مسرحية قصيرة العمر مع الآنسة أوشا كيران وعمار نوري وآخرين.
بالنسبة للجزء الأكبر استمر في كتابة كلماته الخاصة والتي كانت غالبيتها صبيانية وموحية لكنها تعليقات بطلاقة حول العلاقات خارج نطاق الزواج والكحول وتعاطي المخدرات. نمت جاذبية الزوجين ليس فقط في البنجاب ولكن أيضا بين البنجابيين الدوليين في الخارج. في هذا الوقت تقريبا ترددت شائعات عن أن شامكيلا يتلقى حجوزات أكثر من معاصريه. وجدت السيرة الذاتية عواز ماردي ناهين التي كتبها جولزار سينغ شونكي خلال بحثها أنه في ذروة شعبيته قدم تشامكيلا 366 عرضا في 365 يوما.

## الاغتيال
في 8 مارس 1988 في حوالي الساعة 2 ظهرا بعد وصولهما لتقديم عرض في مهسامبور في البنجاب قُتل كل من تشامكيلا وزوجته أمارغوت بالرصاص أثناء خروجهما من سيارتهما. أطلقت عصابة من راكبي الدراجات النارية عدة طلقات مما أدى إلى إصابة الزوجين وأفراد آخرين من الحاشية بجروح قاتلة. ومع ذلك لم يتم إجراء أي اعتقالات على الإطلاق فيما يتعلق بإطلاق النار ولم يتم حل القضية أبدا. وقد زُعم أن المسلحين السيخ كانوا مسؤولين. تم دحض هذه النظرية من قبل صديق شامكيلا المقرب والشاعر الغنائي سوارن سيفيا الذي حقق في جريمة القتل بشكل مستقل. وكشفت سيفيا أن ثلاث تنظيمات خليستانية متشددة استهدفت تشامكيلا بسبب أغانيه المثيرة للجدل. قام سيفيا بصفتها وسيطا بتسهيل لقاء بين تشامكيلا ووفد من خمسة قادة خالستاني في دربار صاحب أمريتسار حيث اعتذر تشامكيلا وتعهد بتغيير موضوعات أغانيه. بعد ذلك قام شامكيلا بأداء بعض الأغاني الخالدة عن تاريخ السيخ بما في ذلك "ساثون بابا خو لايا تيرا نانكانا". ظل سيفيا متشكك في مسؤولية مسلحي خليستان عن مقتله قائلا: "طوال حياتي واصلت التحقيق عمن كان وراء مقتله".

## الإرث

### التأثير
ملحن الفيلم الهندي أميت تريفيدي وصف تشامكيلا بأنه "أسطورة إلفيس البنجاب".
يستشهد الموسيقي الهندي البريطاني بنجابي إم سي بشامكيلا كأحد مؤثراته الموسيقية.

### في الثقافة الشعبية
مهسامبور هو فيلم هندي وثائقي هزلي لعام 2018 يستند إلى حياة شامكيلا من إنتاج وإخراج كبير سينغ شودري.
جودي فيلم باللغة البنجابية لعام 2023 مستوحى من حياة تشامكيلا.
عمار سينغ شامكيلا فيلم درامي عن السيرة الذاتية يستند إلى حياة شامكيلا تم إصداره على نتفليكس في 12 أبريل 2024. وهو من إخراج امتياز علي وبطولة ديلجيت دوسانجه في دور شامكيلا وبارنيتي تشوبرا في دور زوجته أمارجوت كور.

## ديسكغرافيا
تم إصدار تسجيلات استوديو تشامكيلا بواسطة HMV خلال حياته. على الرغم من إصدار العديد من الألبومات المجمعة منذ وفاته فإن الأقراص المضغوطة التالية التي جمعها ساريجاما تضم تقريبا جميع تسجيلات استوديو شامكيلا:
- عمار سينغ تشامكيلا سوريندر سونيا [1981]
- سوريندر سونيا وعمار سينغ تشامكيلا [1982]
- ميترا مين خاند بان جاي [1983]
- تشاكلو درايفر بورجي نون
- جيجا لاك مينلي [1983]
- هيك أوتي سو جا في [1985]
- بهول جاي مين غوند كادنا [1985]
- رات نون سولاه صفيان [1985]
- شربات فانجون غوت بهار لا [1987]
- بابا تيرا نانكانا
- تار جاي رافيداس دي باتري
- نام جاب لو (1986)
- تالوار مين كالجيدهار دي هان (1985)
- حرب حرب ياد آفي [1988] (صدر بعد وفاته)

### ألبومات بعد وفاته
- الماس (2014)